# Senmō-Hauptlinie
| Dieseltriebzug des Typs KiHa 54 in Mashū |                   |                                |                 |
| |                   |                                |                 |
| Streckenlänge: | 166,2 km          |                                |                 |
| Spurweite: | 1067 mm (Kapspur) |                                |                 |
| Maximale Neigung: | 25 ‰              |                                |                 |
| Minimaler Radius: | 300 m             |                                |                 |
| Streckengeschwindigkeit: | 80 km/h           |                                |                 |
| Zweigleisigkeit: | nein              |                                |                 |
| |                   |                                |                 |
| Gesellschaft: | JR Hokkaidō       |                                |                 |
| \| \| \| ↑ Sekihoku-Hauptlinie \| 1912– \| \| \| \| → Yūmō-Linie \| 1935–1987 \| \| \| \| Hama-Abashiri (浜網走) \| 1969–1984 \| \| \| 0,0 \| Abashiri (網走) \| 1932– \| \| \| \| Hama-Abashiri \| 1912–1969 \| \| \| 1,4 \| Katsuradai (桂台) \| 1967– \| \| \| \| Abashiri-Tunnel \| \| \| \| \| Masuura-Tunnel \| \| \| \| 6,2 \| Masuura (鱒浦) \| 1924– \| \| \| 8,7 \| Mokoto (藻琴) \| 1924– \| \| \| \| ← Higashimokoto-Son’ei-Bahn \| 1935–1961 \| \| \| 11,5 \| Kitahama (北浜) \| 1924– \| \| \| \| Tōfutsu-See \| \| \| \| 16,9 \| Genseikaen (原生花園) \| 1987– \| \| \| 20,1 \| Hama-Koshimizu (浜小清水) \| 1925– \| \| \| \| ← Koshimizu-Kleinbahn \| 1941–1952 \| \| \| \| ← Kitami-Bahn \| 1930–1939 \| \| \| 25,8 \| Yamubetsu (止別) \| 1925– \| \| \| \| Shari-gawa \| \| \| \| 37,3 \| Shiretoko-Shari (知床斜里) \| 1925– \| \| \| \| → Shari-Linie \| 1932–1952 \| \| \| \| → Konpoku-Linie \| 1957–1970 \| \| \| 41,9 \| Naka-Shari (中斜里) \| 1929– \| \| \| \| Shari-gawa \| \| \| \| 44,1 \| Minami-Shari (南斜里) \| 1962– \| \| \| 49,2 \| Kiyosatochō (清里町) \| 1929– \| \| \| 57,0 \| Sattsuru (札弦) \| 1929– \| \| \| 65,3 \| Midori (緑) \| 1931– \| \| \| \| → Honryū-Linie \| 1938–1955 \| \| \| \| ← Oniseppu-Linie \| 1938–1955 \| \| \| \| \| \| \| \| 79,8 \| Kawayu-Onsen (川湯温泉) \| 1930– \| \| \| 87,0 \| Biruwa (美留和) \| 1930– \| \| \| 95,7 \| Mashū (摩周) \| 1929– \| \| \| \| → Teshikaga-Linie \| 1933–1949 \| \| \| 103,9 \| Minami-Teshikaga (南弟子屈) \| 1929–2024 \| \| \| \| Nippon Beet Sugar Co. \| 1936–1982 \| \| \| 110,4 \| Isobunnai (磯分内) \| 1929– \| \| \| \| → Shibetsu-Linie \| 1933–1989 \| \| \| \| → Shibecha-Linie \| 1930–1936 \| \| \| 121,0 \| Shibecha (標茶) \| 1927– \| \| \| \| ← Kommunale Kleinbahn Shibecha \| 1961–1967 \| \| \| 129,5 \| Gojikkoku (五十石) \| 1927–2017 \| \| \| 134,9 \| Kayanuma (茅沼) \| 1927– \| \| \| \| Shirarutōroko \| \| \| \| \| → Arekinai-Linie \| 1938–1961 \| \| \| 141,9 \| Tōro (塘路) \| 1927– \| \| \| \| ← Hisachoryo-Linie \| 1930–1965 \| \| \| 149,1 \| Hosooka (細岡) \| 1927– \| \| \| 151,5 \| Kushiroshitsugen (釧路湿原) \| 1988– \| \| \| 158,8 \| Tōya (遠矢) \| 1927– \| \| \| \| Beppo-gawa \| \| \| \| \| → Nemuro-Hauptlinie \| 1917– \| \| \| 166,2 0,0* \| Higashi-Kushiro (東釧路) \| 1926– \| \| \| \| Kushiro-gawa \| \| \| \| 2,9* \| Kushiro (釧路) \| 1901– \| \| \| \| ← Nemuro-Hauptlinie \| 1901– \| |                   |                                |                 |
| Strecke |                   | ↑ Sekihoku-Hauptlinie          | 1912–           |
| Abzweig geradeaus und ehemals von links |                   | → Yūmō-Linie                   | 1935–1987       |
| Betriebs-/Güterbahnhof Streckenanfang und quer (Strecke außer Betrieb) · Abzweig geradeaus und ehemals von rechts |                   | Hama-Abashiri (浜網走)         | 1969–1984       |
| Bahnhof | 0,0               | Abashiri (網走)                | 1932–           |
| Abzweig geradeaus und ehemals nach links · Betriebs-/Güterbahnhof Streckenende und quer (Strecke außer Betrieb) |                   | Hama-Abashiri                  | 1912–1969       |
| Haltepunkt / Haltestelle | 1,4               | Katsuradai (桂台)              | 1967–           |
| Tunnel |                   | Abashiri-Tunnel                | Abashiri-Tunnel |
| Tunnel |                   | Masuura-Tunnel                 | Masuura-Tunnel  |
| Haltepunkt / Haltestelle | 6,2               | Masuura (鱒浦)                 | 1924–           |
| U-Bahn-Haltepunkt / Haltestelle Streckenanfang (Strecke außer Betrieb) · Haltepunkt / Haltestelle | 8,7               | Mokoto (藻琴)                  | 1924–           |
| U-Bahn-Strecke nach rechts (außer Betrieb) · Strecke |                   | ← Higashimokoto-Son’ei-Bahn    | 1935–1961       |
| Haltepunkt / Haltestelle | 11,5              | Kitahama (北浜)                | 1924–           |
| Brücke über Wasserlauf |                   | Tōfutsu-See                    | Tōfutsu-See     |
| Haltepunkt / Haltestelle | 16,9              | Genseikaen (原生花園)          | 1987–           |
| U-Bahn-Haltepunkt / Haltestelle Streckenanfang (Strecke außer Betrieb) · Bahnhof | 20,1              | Hama-Koshimizu (浜小清水)      | 1925–           |
| U-Bahn-Strecke nach rechts (außer Betrieb) · Strecke |                   | ← Koshimizu-Kleinbahn          | 1941–1952       |
| U-Bahn-Strecke von rechts (außer Betrieb) · Strecke |                   | ← Kitami-Bahn                  | 1930–1939       |
| U-Bahn-Haltepunkt / Haltestelle Streckenende (Strecke außer Betrieb) · Haltepunkt / Haltestelle | 25,8              | Yamubetsu (止別)               | 1925–           |
| Brücke über Wasserlauf |                   | Shari-gawa                     | Shari-gawa      |
| Bahnhof · U-Bahn-Haltepunkt / Haltestelle Streckenanfang (Strecke außer Betrieb) | 37,3              | Shiretoko-Shari (知床斜里)     | 1925–           |
| Strecke · U-Bahn-Strecke nach links (außer Betrieb) |                   | → Shari-Linie                  | 1932–1952       |
| Abzweig geradeaus und ehemals nach links |                   | → Konpoku-Linie                | 1957–1970       |
| Haltepunkt / Haltestelle | 41,9              | Naka-Shari (中斜里)            | 1929–           |
| Brücke über Wasserlauf |                   | Shari-gawa                     | Shari-gawa      |
| Haltepunkt / Haltestelle | 44,1              | Minami-Shari (南斜里)          | 1962–           |
| Bahnhof | 49,2              | Kiyosatochō (清里町)           | 1929–           |
| Haltepunkt / Haltestelle | 57,0              | Sattsuru (札弦)                | 1929–           |
| U-Bahn-Haltepunkt / Haltestelle Streckenanfang (Strecke außer Betrieb) · Bahnhof | 65,3              | Midori (緑)                    | 1931–           |
| U-Bahn-Abzweig geradeaus und nach links (Strecke außer Betrieb) · Kreuzung mit U-Bahn geradeaus oben (Querstrecke außer Betrieb) |                   | → Honryū-Linie                 | 1938–1955       |
| U-Bahn-Strecke nach rechts (außer Betrieb) · Strecke |                   | ← Oniseppu-Linie               | 1938–1955       |
| Tunnel |                   |                                |                 |
| Bahnhof | 79,8              | Kawayu-Onsen (川湯温泉)        | 1930–           |
| Haltepunkt / Haltestelle | 87,0              | Biruwa (美留和)                | 1930–           |
| Bahnhof · U-Bahn-Haltepunkt / Haltestelle Streckenanfang (Strecke außer Betrieb) | 95,7              | Mashū (摩周)                   | 1929–           |
| Strecke · U-Bahn-Strecke nach links (außer Betrieb) |                   | → Teshikaga-Linie              | 1933–1949       |
| ehemaliger Haltepunkt / Haltestelle | 103,9             | Minami-Teshikaga (南弟子屈)    | 1929–2024       |
| Betriebsstelle Streckenanfang und quer (Strecke außer Betrieb) · Abzweig geradeaus und ehemals von rechts |                   | Nippon Beet Sugar Co.          | 1936–1982       |
| Haltepunkt / Haltestelle | 110,4             | Isobunnai (磯分内)             | 1929–           |
| Abzweig geradeaus und ehemals von links |                   | → Shibetsu-Linie               | 1933–1989       |
| Strecke · U-Bahn-Strecke von links (außer Betrieb) |                   | → Shibecha-Linie               | 1930–1936       |
| U-Bahn-Haltepunkt / Haltestelle Streckenanfang (Strecke außer Betrieb) · Bahnhof · U-Bahn-Haltepunkt / Haltestelle Streckenende (Strecke außer Betrieb) | 121,0             | Shibecha (標茶)                | 1927–           |
| U-Bahn-Strecke nach rechts (außer Betrieb) · Strecke |                   | ← Kommunale Kleinbahn Shibecha | 1961–1967       |
| ehemaliger Haltepunkt / Haltestelle | 129,5             | Gojikkoku (五十石)             | 1927–2017       |
| Haltepunkt / Haltestelle | 134,9             | Kayanuma (茅沼)                | 1927–           |
| Brücke über Wasserlauf |                   | Shirarutōroko                  | Shirarutōroko   |
| Strecke · U-Bahn-Strecke von links (außer Betrieb) |                   | → Arekinai-Linie               | 1938–1961       |
| U-Bahn-Haltepunkt / Haltestelle Streckenanfang (Strecke außer Betrieb) · Bahnhof · U-Bahn-Haltepunkt / Haltestelle Streckenende (Strecke außer Betrieb) | 141,9             | Tōro (塘路)                    | 1927–           |
| U-Bahn-Strecke nach rechts (außer Betrieb) · Strecke |                   | ← Hisachoryo-Linie             | 1930–1965       |
| Haltepunkt / Haltestelle | 149,1             | Hosooka (細岡)                 | 1927–           |
| Haltepunkt / Haltestelle | 151,5             | Kushiroshitsugen (釧路湿原)    | 1988–           |
| Bahnhof | 158,8             | Tōya (遠矢)                    | 1927–           |
| Brücke über Wasserlauf |                   | Beppo-gawa                     | Beppo-gawa      |
| Abzweig geradeaus und von links |                   | → Nemuro-Hauptlinie            | 1917–           |
| Bahnhof | 166,2 0,0*        | Higashi-Kushiro (東釧路)       | 1926–           |
| Brücke über Wasserlauf |                   | Kushiro-gawa                   | Kushiro-gawa    |
| Bahnhof | 2,9*              | Kushiro (釧路)                 | 1901–           |
| Strecke nach rechts |                   | ← Nemuro-Hauptlinie            | 1901–           |

Die Senmō-Hauptlinie (jap. 釧網本線, Senmō-honsen) ist eine Eisenbahnstrecke auf der japanischen Insel Hokkaidō, die von der Bahngesellschaft Hokkaido Railway Company (JR Hokkaido) betrieben wird. Sie verläuft im Osten der Insel zwischen den Städten Kushiro und Abashiri. Der Name ist von den Kanji-Schriftzeichen der beiden Endpunkte abgeleitet (釧路, Kushiro bzw. 網走, Abashiri). Die Strecke entstand in den Jahren 1924 bis 1931.

## Beschreibung
Die in Kapspur (1067 mm) verlegte Senmō-Hauptlinie ist 166,2 km lang und erschließt den dünn besiedelten Osten der Insel. Auf ihrer gesamten Länge ist sie eingleisig (abgesehen von Ausweichen) und nicht elektrifiziert. Im Personenverkehr werden 27 Bahnhöfe und Haltestellen bedient, Güterverkehr wird nicht durchgeführt. Am nördlichen Endpunkt, dem Bahnhof Abashiri, bildet die Senmō-Hauptlinie eine unmittelbare Fortsetzung der von Asahikawa her kommenden Sekihoku-Hauptlinie. Sie folgt zunächst der Küste des Ochotskischen Meeres in östlicher Richtung bis nach Shiretoko-Shari. Dort biegt sie in Richtung Süden ab. Anschließend passiert die Strecke die Ausläufer der Vulkane Shari-dake und Iō-zan, den Tōro-See und das Kushiro-Moor. Schließlich wird der südliche Endpunkt Higashi-Kushiro am östlichen Stadtrand von Kushiro erreicht, sämtliche Züge verkehren jedoch weiter bis zum Bahnhof Kushiro.

## Züge
Regionalzüge befahren viermal täglich die gesamte Strecke von Abashiri nach Kushiro und zurück. Einmal täglich befährt auch der Eilzug Shiretoko die gesamte Strecke. Hinzu kommen in Tagesrandlage weitere Regionalzugpaare auf Teilstrecken: Einmal täglich zwischen Abashiri und Shiretoko-Shari, einmal täglich zwischen Abashiri und Midori sowie zweimal täglich zwischen Kushiro und Mashū. Alle Züge werden im Einmannbetrieb gefahren.
Da die Senmō-Hauptlinie durch landschaftlich reizvolle Gegenden führt, bietet JR Hokkaido verschiedene Ausflugszüge mit nostalgischem Rollmaterial an. Während der Goldenen Woche sowie im Sommer verkehrt ein- oder zweimal täglich der Kushiroshitsugen Norokko zwischen Kushiro und Tōro, bestehend aus einer Diesellokomotive der JNR-Klasse DE10 und bis zu fünf Sommerwagen. Dieselbe Komposition fährt im Herbst zwischen Kushiro und Kawayu-Onsen. In den Monaten Januar bis März verkehrt mehrmals der „Wintermoor-Zug“ zwischen Kushiro und Shibecha. Er besteht aus der Dampflokomotive Nr. 171 der JNR-Klasse C11 und fünf Reisezugwagen der ehemaligen Staatsbahn; einer der Wagen kann für Teezeremonien genutzt werden.

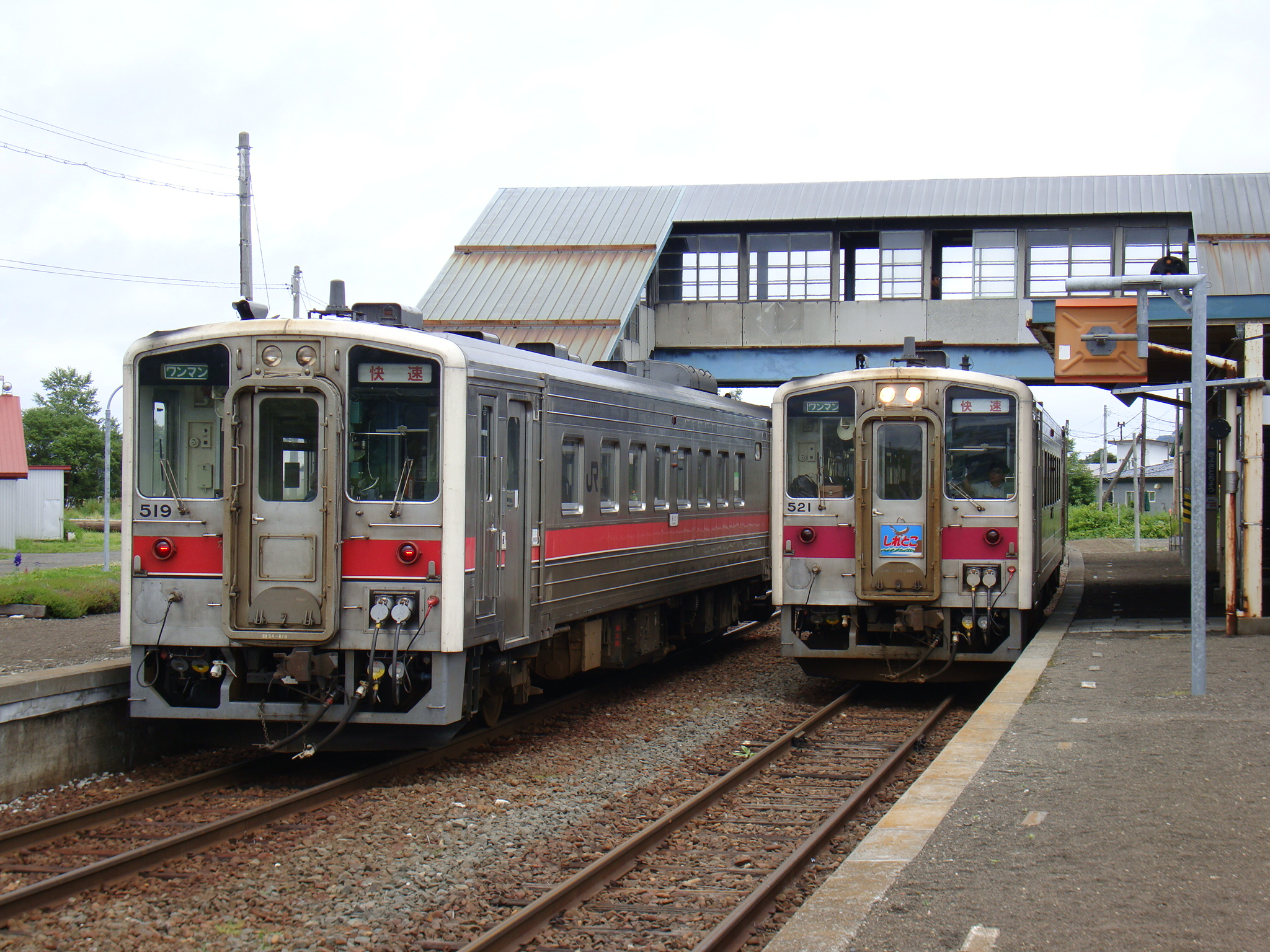
Kreuzende Züge im Bahnhof Kiyosatochō
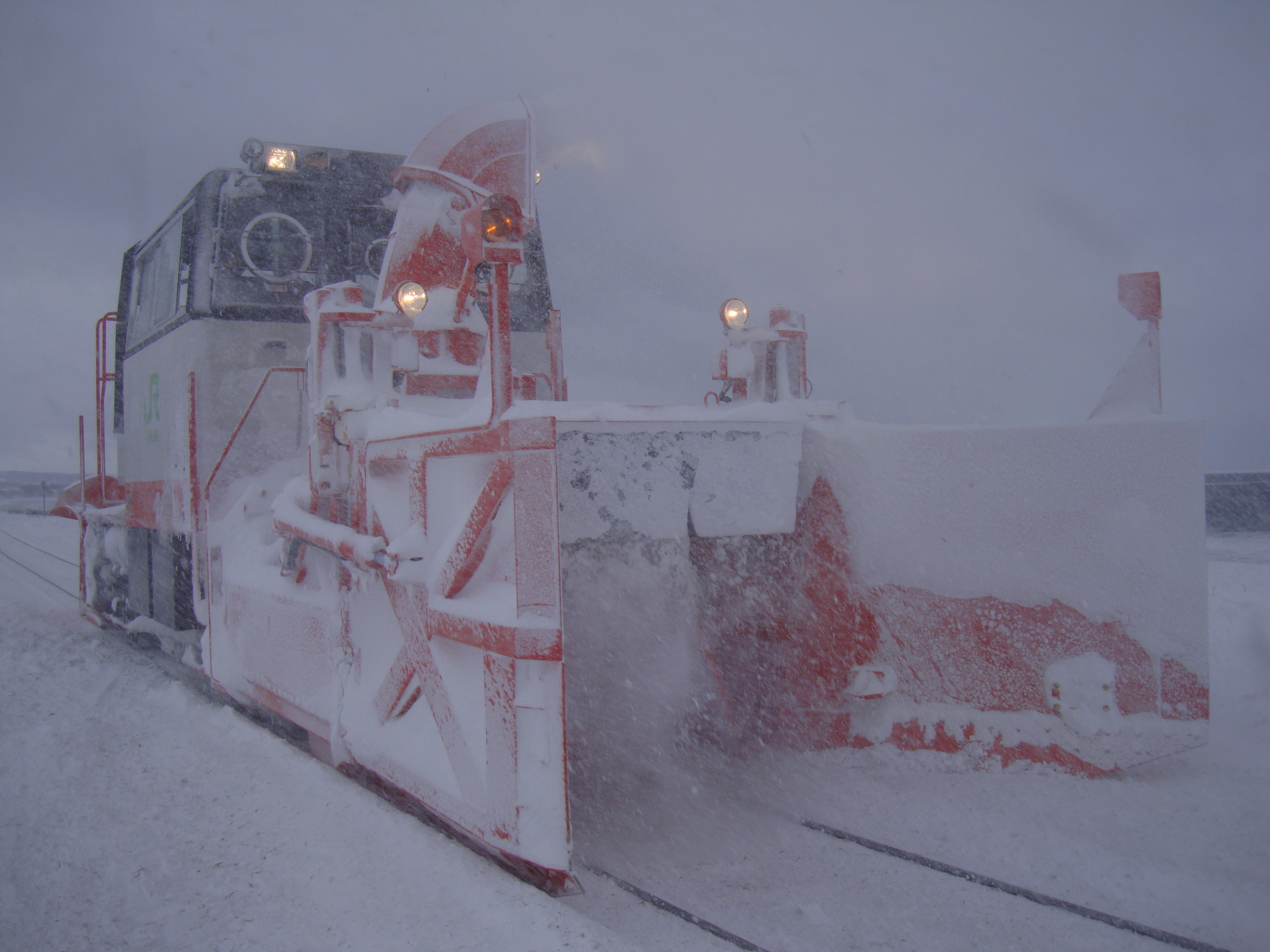
Schneeschleuder
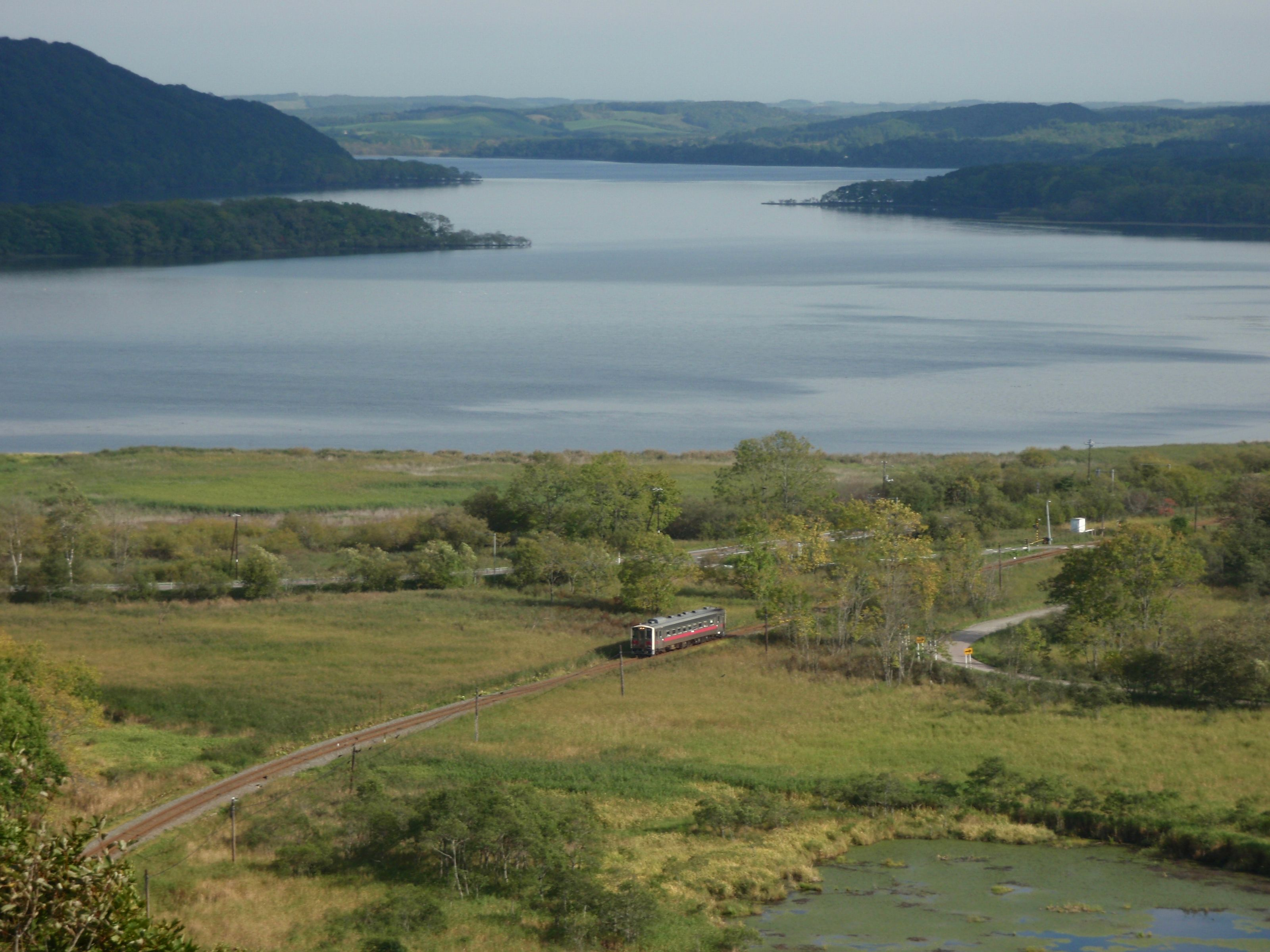
Die Senmō-Hauptlinie beim Tōro-See
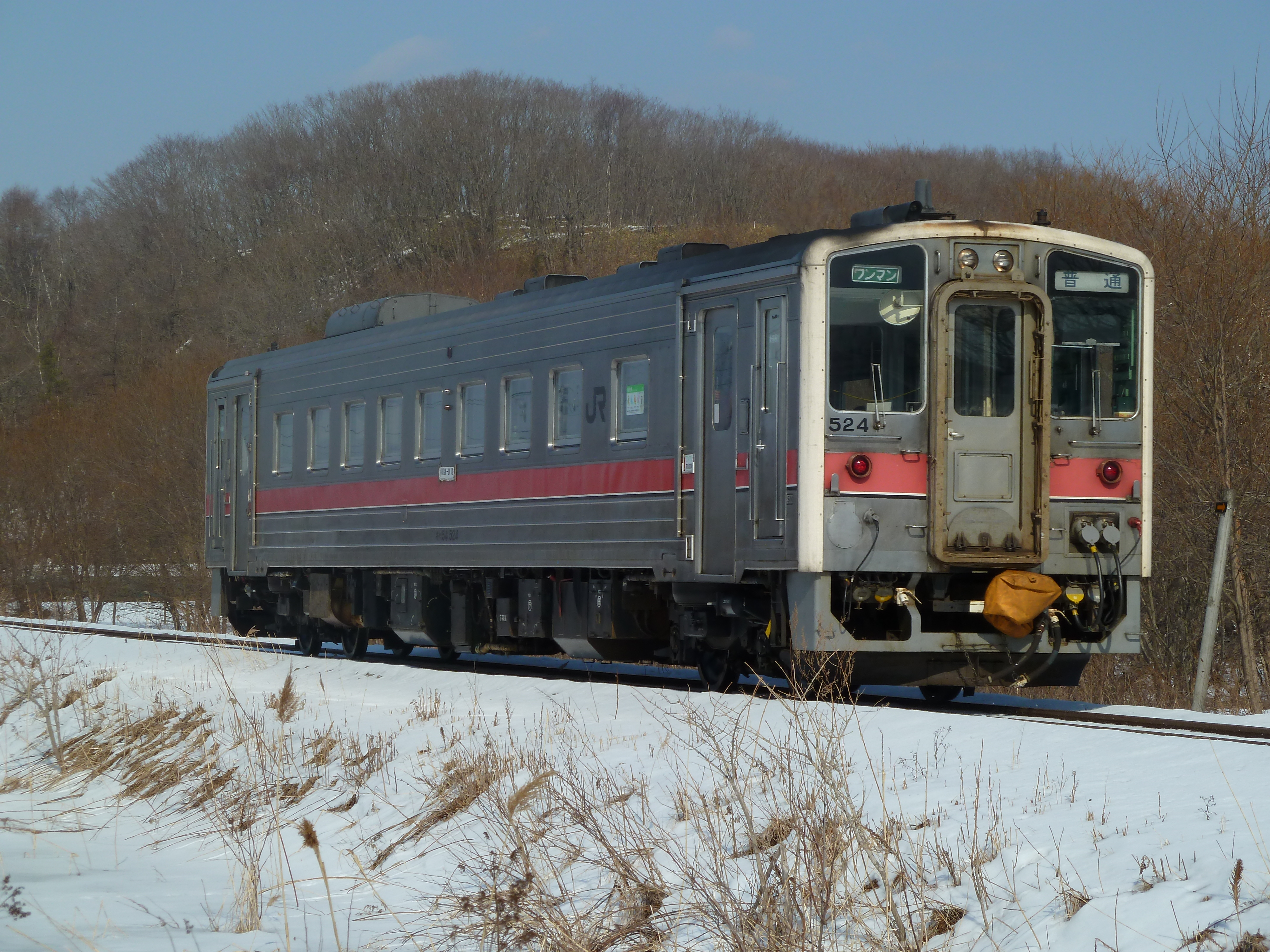
Regionalzug bei Tōya
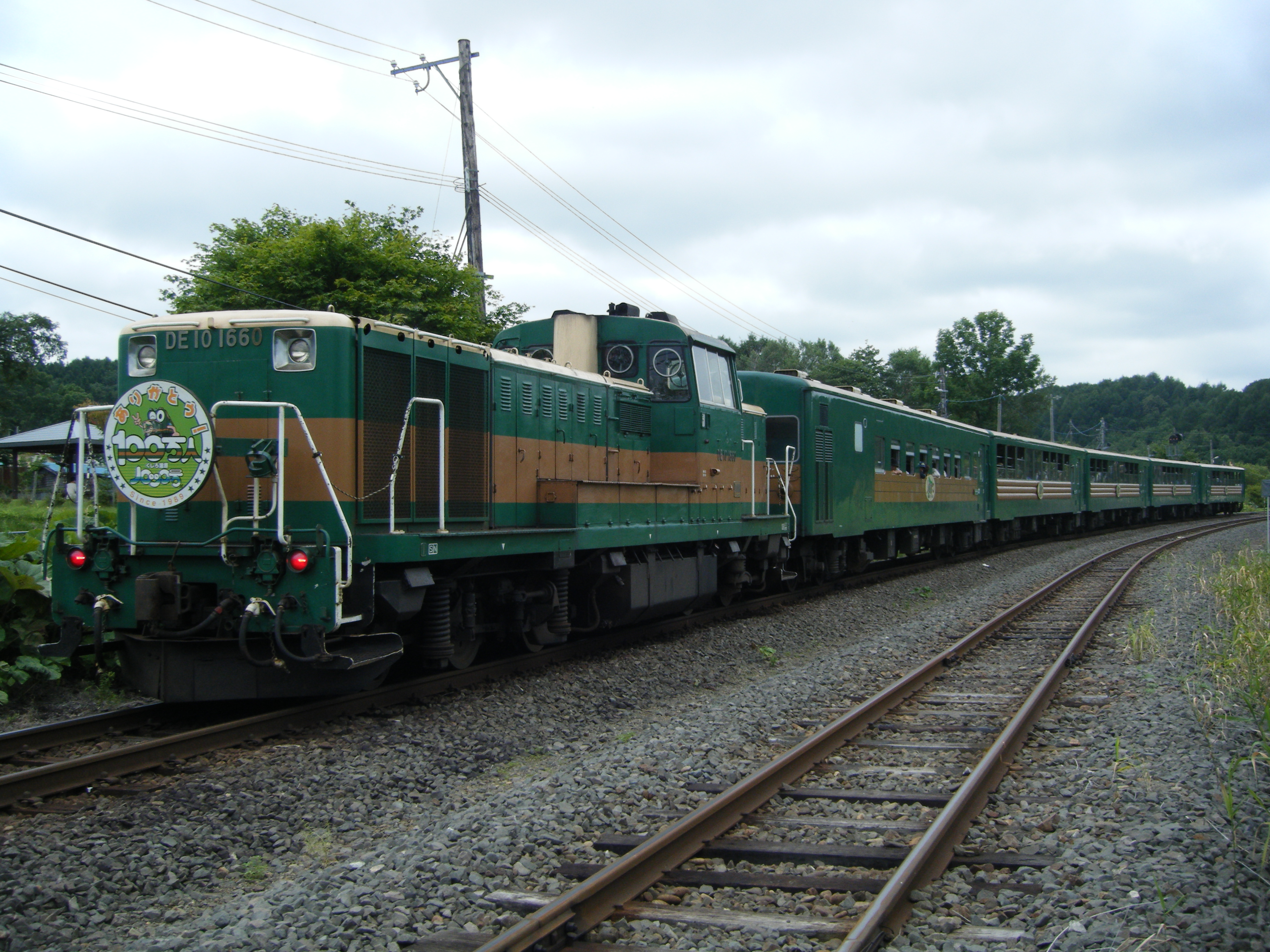
Nostalgiezug Kushiroshitsugen Norokko

## Geschichte
Bereits vier Jahrzehnte vor dem Bau der Senmō-Hauptlinie bestand in der Gegend für kurze Zeit eine Güterbahnstrecke. Die private Gesellschaft Kushiro Tetsudō (釧路鉄道) eröffnete im Dezember 1887 eine 41,8 km lange kapspurige Strecke von Shibecha zu einer Schwefelmine am Fuße des Vulkans Atosanobori. Sie war bis zum 1. August 1896 in Betrieb, als sie wegen fehlender Rentabilität stillgelegt werden musste. Der 35 Jahre später eröffnete Abschnitt der Senmō-Hauptlinie zwischen Shibecha und Mashū nutzt auf einer Länge von 17 km die Trasse der früheren Minenbahn.
Das Eisenbahnministerium errichtete die Senmō-Hauptlinie etappenweise von beiden Enden aus. Von Norden her gingen folgende Abschnitte in Betrieb: von Abashiri nach Kitahama (11,5 km) am 15. November 1924, von Kitahama nach Shiretoko-Shari (25,8 km) am 10. November 1925 und von Shiretoko-Shari nach Sattsuru (19,7 km) am 14. November 1929. Diese Streckenteile trugen zusammen die Bezeichnung Abashiri-Hauptlinie (網走本線, Abashiri-honsen). Aus südlicher Richtung wurden die Streckenabschnitte wie folgt eröffnet: von Higashi-Kushiro nach Shibecha (45,0 km) am 15. September 1927, von Shibecha nach Mashū (25,3 km) am 15. August 1929 und von Mashū nach Kawayu-Onsen (15,9 km) am 20. August 1930. Zusammen bildeten sie die Senmō-Linie (釧網線, Senmō-sen).
Die Eröffnung des noch fehlenden mittleren Teilstücks von Sattsuru über Midori nach Kawayu-Onsen (22,8 km) erfolgte am 20. September 1931, woraufhin die gesamte Strecke zwischen Abashiri und Kushiro als Senmō-Linie bezeichnet wurde. Am 29. Oktober 1936 erhielt die Strecke ihren heutigen Namen. Der letzte von einer Dampflokomotive gezogene Zug im Regelverkehr fuhr am 21. Juli 1974. Im Rahmen der Privatisierung der Japanischen Staatsbahn ging die Strecke am 1. April 1987 in den Besitz der neuen Gesellschaft JR Hokkaido über. JR Freight stellte am 1. April 2002 den gesamten Güterverkehr ein.
Im November 2016 gab JR Hokkaido ein umfangreiches Rationalisierungsprogramm bekannt, von dem unter anderem die gesamte Senmō-Hauptlinie betroffen ist. Die Bahngesellschaft wollte die Anliegergemeinden dazu bewegen, einen Teil der Betriebs- und Unterhaltskosten zu tragen. Da absehbar war, dass die finanzschwachen Gemeinden dazu nicht dazu in der Lage gewesen wären, drohte die Stilllegung. Eine daraufhin von der Präfekturregierung einberufene Kommission legte im März 2017 einen Bericht vor, der Möglichkeiten zur Stärkung des Verkehrsnetzes aufzeigte. Anstatt jede einzelne Strecke für sich allein zu betrachten, solle stattdessen eine Gesamtschau vorgenommen werden. Dadurch konnte die Stilllegung vorerst abgewendet werden. Starker Regen und Schneeschmelze führten am 10. März 2020 zur Unterspülung der Gleise zwischen Abashiri und Shiretoko-Shari. Nach ein paar Tagen konnte der Zugbetrieb jedoch wieder aufgenommen werden.

## Liste der Bahnhöfe
| Name              | Name                        | km               | Anschlusslinien     | Lage             | Ort              |
| Senmō-Hauptlinie  | Senmō-Hauptlinie            | Senmō-Hauptlinie | Senmō-Hauptlinie    | Senmō-Hauptlinie | Senmō-Hauptlinie |
| ----------------- | --------------------------- | ---------------- | ------------------- | ---------------- | ---------------- |
| A69               | Abashiri (網走)             | 000,0            | Sekihoku-Hauptlinie | Koord.           | Abashiri         |
| B79               | Katsuradai (桂台)           | 001,4            |                     | Koord.           | Abashiri         |
| B78               | Masuura (鱒浦)              | 006,2            |                     | Koord.           | Abashiri         |
| B77               | Mokoto (藻琴)               | 008,7            |                     | Koord.           | Abashiri         |
| B76               | Kitahama (北浜)             | 011,5            |                     | Koord.           | Abashiri         |
| B75               | Genseikaen (原生花園)       | 016,9            |                     | Koord.           | Koshimizu        |
| B74               | Hama-Koshimizu (浜小清水)   | 020,1            |                     | Koord.           | Koshimizu        |
| B73               | Yamubetsu (止別)            | 025,8            |                     | Koord.           | Koshimizu        |
| B72               | Shiretoko-Shari (知床斜里)  | 037,3            |                     | Koord.           | Shari            |
| B71               | Naka-Shari (中斜里)         | 041,9            |                     | Koord.           | Shari            |
| B70               | Minami-Shari (南斜里)       | 044,1            |                     | Koord.           | Shari            |
| B69               | Kiyosatochō (清里町)        | 049,2            |                     | Koord.           | Kiyosato         |
| B68               | Sattsuru (札弦)             | 057,0            |                     | Koord.           | Kiyosato         |
| B67               | Midori (緑)                 | 065,3            |                     | Koord.           | Kiyosato         |
| B66               | Kawayu-Onsen (川湯温泉)     | 079,8            |                     | Koord.           | Teshikaga        |
| B65               | Biruwa (美留和)             | 087,0            |                     | Koord.           | Teshikaga        |
| B64               | Mashū (摩周)                | 095,7            |                     | Koord.           | Teshikaga        |
| B62               | Isobunnai (磯分内)          | 110,4            |                     | Koord.           | Shibecha         |
| B61               | Shibecha (標茶)             | 121,0            |                     | Koord.           | Shibecha         |
| B59               | Kayanuma (茅沼)             | 134,9            |                     | Koord.           | Shibecha         |
| B58               | Tōro (塘路)                 | 141,9            |                     | Koord.           | Shibecha         |
| B57               | Hosooka (細岡)              | 149,1            |                     | Koord.           | Kushiro-chō      |
| B56               | Kushiroshitsugen (釧路湿原) | 151,5            |                     | Koord.           | Kushiro-chō      |
| B55               | Tōya (遠矢)                 | 158,8            |                     | Koord.           | Kushiro-chō      |
| B54               | Higashi-Kushiro (東釧路)    | 166,2            | Nemuro-Hauptlinie   | Koord.           | Kushiro          |
| Nemuro-Hauptlinie |                             |                  |                     |                  |                  |
| K53               | Kushiro (釧路)              | 002,9            | Nemuro-Hauptlinie   | Koord.           | Kushiro          |